# Neuroleon macilentus
Neuroleon macilentus là một loài côn trùng trong họ Myrmeleontidae thuộc bộ Neuroptera. Loài này được Auber miêu tả năm 1956.